# Gurindam

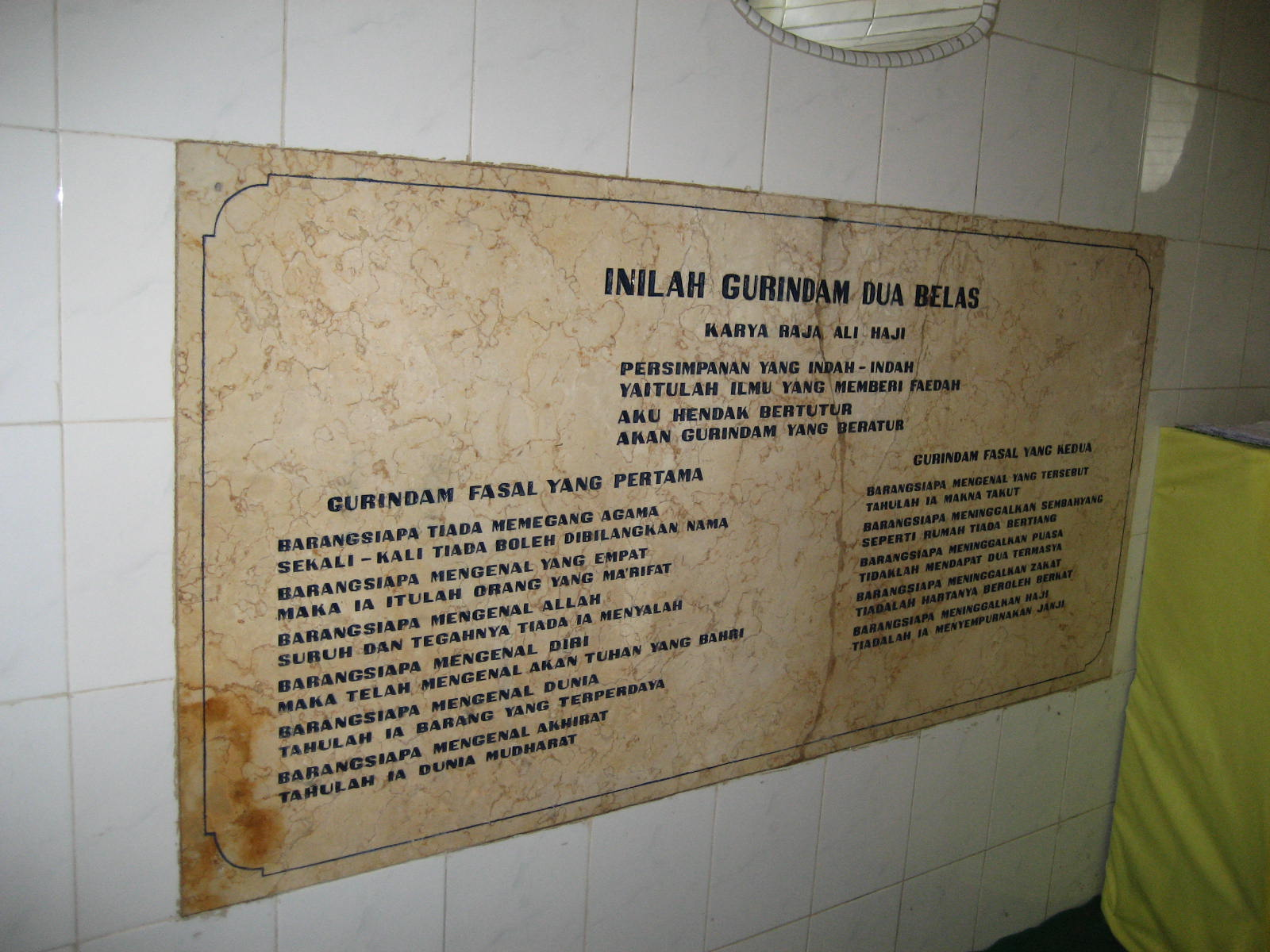
Die ersten beiden Gurindams von Raja Ali Hajis Gurindam-Sammlung in einer Inschrift auf Pulau Penyengat, Indonesien

Das Gurindam (Jawi ڬوريندام) ist eine malaiische Gedichtform, die aus zwei durch Paarreim verbundenen Doppelversen besteht. Es folgt also dem Reimschema [aa bb]. Meistens enthält es einen Weisheitsspruch oder hat didaktischen oder aphoristischen Charakter.
Beispiel:
Cahari olehmu akan sahabat,

Yang boleh dijadikan obat.

Cahari olehmu akan isteri,

Yang boleh dimenyerahkan diri.
Suche dir einen Freund,

Damit du gesund bleibst.

Suche dir eine Frau, 

Der du dich anvertrauen kannst.
Das Gurindam wurde vor allem durch den buginesischen Literaten Raja Ali Haji (1808/9–1869/75) kultiviert, der am Hof des Riau-Lingga-Sultanats auf Pulau Penyengat im Riau-Archipel lebte. Er stellte 1846 eine Sammlung von zwölf Gurindams zusammen, die 1855 von Elisa Netscher in der Zeitschrift Tijdschrift voor Indische Taal-, Land- en Volkenkunde veröffentlicht wurden. In Raja Alis Gurindams sind mehrere Reimpaare aneinandergereiht. In der Einleitung zu seiner Sammlung Band verglich Raja Ali das Gurindam mit der Syair-Gedichtform und grenzte es folgendermaßen davon ab:

“Adalah beda antara gurindam dengan sya'ir itu aku nyatakan pula. Bermula arti sya'ir Melayu itu perkataan yang bersajak yang serupa dua berpasang pada akhirnya dan tiada berkehendak pada sempurna perkataan pada satu-satu pasangannya, bersalahan dengan gurindam. Adapun arti gurindam itu yaitu perkataan yang bersajak juga pada akhir pasangannya tetapi sempurna perkataannya
dengan satu pasangannya sahaja, jadilah seperti sajak yang pertama itu sharat dan sajak yang kedua itu jadi seperti jawab.”

„Es gibt einen Unterschied zwischen Gurindam und Syair, den ich erklären werde: Das malaiische Syair ist ein Gedicht mit einheitlichen Endreimen in Doppelpaaren, das im Gegensatz zum Gurindam keine Vollständigkeit der Aussage in jedem einzelnen der beiden Paare erfordert. Das Gurindam ist ein Gedicht, das zwar paarweise Schlussreime hat, bei dem die Aussage aber innerhalb eines einzigen Reims vollständig ist, so dass der erste Vers sozusagen die Voraussetzung (= Protasis) bildet und der zweite die Antwort (= Apodosis).“

Als Beispiel für ein Gurindam-Gedicht führte Raja Ali an:
Persimpanan yang indah-indah

Yaitulah 'ilmu yang memberi fa'idah

Aku hendak bertutur

Akan gurindam yang teratur
Ein wunderschöner Aufbewahrungsort

Ist die Wissenschaft, die Nutzen bringt.

Ich will vorbringen 

Wohlgeordnete Gurindams.
Dem stellte er zur Unterscheidung folgendes Syair mit dem Reimschema [aa aa] gegenüber:
Dengarkan tuan suatu rencana

Mengarang didalam gundah gulana

Barangkali gurindam kurang kena

Tuan betulkan dengan sempurna
Hört, o Herr, (mich) ein Gedicht 

Verfassen, in trauriger Stimmung.

Vielleicht ist das Gurindam unpassend, 

Dann bringt, o Herr, es zur Vollendung.
Gurindam-Gedichte spielen auch eine wichtige Rolle in der Hikayat Faridah Hanom von Sayyid Shaykh al-Hadi (1867–1934). So wird über die Protagonisten Shafik Efendi und Faridah Hanom erzählt, dass sie immer wieder Gurindams übereinander dichten, wenn sie sich nacheinander sehnen. Die meisten Gedichte, die in die Erzählung eingestreut sind, entsprechen allerdings dem Syair-Typ.

## Belege
1. 1 2 3  Lode Frank Brakel: Die Volksliteraturen Indonesiens in H. Kähler (Hrsg.): Handbuch der Orientalistik / Dritte Abteilung, Indonesien, Malaysia und die Philippinen unter Einschluß der Kap-Malaien in Südafrika, Dritter Band: Literaturen. Brill, Leiden 1976. S. 1–40. Hier S. 16.
2. ↑  Mohd. Taib Bin Osman: Classical and modern Malay literature in H. Kähler (Hrsg.): Handbuch der Orientalistik / Dritte Abteilung, Indonesien, Malaysia und die Philippinen unter Einschluß der Kap-Malaien in Südafrika, Dritter Band: Literaturen. Brill, Leiden 1976. S. 117–186. Hier S. 140.
3. ↑  Vladimir Braginsky:
The heritage of traditional Malay literature: a historical survey of genres, writings and literary views. KITLV Press, Leiden 2004. S. 491.
4. ↑  E. Netscher: De Twaalf Spreukgedichten; Een Maleisch Gedicht door Radja Ali Hadji van Riouw. 1854, S. 11–20.
5. ↑   in Netscher: De Twaalf Spreukgedichten 1854, S. 19f (= malaiischer Text S. 1f.)
6. 1 2  A. Teeuw: The Malay shair; Problems of origin and tradition in Bijdragen tot de Taal-, Land- en Volkenkunde 122/4 (1966) 429-446. Hier S. 438.
7. ↑  So zum Beispiel Sayyid Sheikh al-Hadi: Shafik Afandi dengan Faridah Hanom. Mercantile Press, Penang 1926, S. 22, 28.
8. ↑  Abdul Rahman Yusof: Strategi retorik dalam Faridah Hanom in Sohaimi Abdul Azizi (Hrsg.): Syed Syeikh al-Hadi: cendekia dan sasterawan ulung (= Siri Kefahaman Budaya 1: Cendekia Melayu di Pulau Pinang). Penerbit Universiti Sains Malaysia, Pulau Pinang 2003. S. 118–133. Hier S. 130.